# 紅理子 (歌手)
紅理子（クリス、1961年2月20日。 - 、旧芸名 幸田 薫（こうだ かおる））は、東京都大田区出身の歌手・タレントである

## 人物・略歴
- 8歳の時に劇団ひまわりに入団[1]、CMや教育映画[1]のほか、NHK教育テレビの『明るい仲間』、 TBS『ケーキ屋ケンちゃん』、TBS『旅への誘い』などに子役として出演。
- 杉良太郎の曲『すきま風』を聴いて感激したことで、本格的に歌手を目指すようになる[1]。17歳の時に作曲家の水森英夫に弟子入りし、幸田薫の芸名で1979年、18歳の時に『西部警察』の挿入歌「愛のゆくえ」で歌手デビュー。制作発表時に劇中での歌手役のオーディション募集項目があり、約3000人の応募の中から選ばれたのが幸田だった。作品のサントラはあらかじめテイチクレコードで発売ということが決まっていたため、その流れで幸田の所属レコード会社はテイチクレコードとなった。『西部警察』では木暮捜査課長（石原裕次郎）行きつけの酒場「コーナーラウンジ」（通称「カド屋」）でギターでの弾き語りをしている薫という役で出演し、「愛のゆくえ」「思い出はたそがれ色」の2曲を第1話から第110話の劇中で歌唱した。
- その4年後の22歳にはハワイへ移住し日本人・日系人向けに24時間放送している日本語AMラジオ局KZOO（ケイズー）のアナウンサーとしても勤務、他にCMモデルなどの活動も展開した。
- ハワイには5年間暮らしたが、現地での活動中にたまたまハワイに来ていたTBSのプロデューサー渡辺正文にスカウトされ27歳で日本へ帰国。帰国後はハワイにいた時の名前「Kris」(クリス)という名前の文字を「紅理子」という漢字に当てて芸能活動を再開、「TOKYO千夜一夜」という曲で再デビューを果たす。日本での再活動となるメディアの仕事は、さいたまんぞうとの土曜日朝のTBSラジオ『ハリキリサタデー』で、二代目アシスタントを担当。さらにテレビではTBS『スーパーワイド』で追っかけレポーターとして活躍したほか、テレビ朝日『独占!女の60分』では1987年から2代目の司会をしていた岩井友見の時代に、スポーツの挑戦企画でアタッカー（リポーター）として、女性ラグビー取材の回を担当した。

※（アタッカーとは『独占!女の60分』番組内での女性リポーターの名称）。
- 日本の女優・紅理子（くれないりこ）は同字異音の別人。なお、「Kris」を「紅理子」に改名後、フジテレビでの仕事の際に楽屋ドアの「紅理子」という文字を見た女優の十勝花子が紅と誤解して入ってきたことがきっかけで、紅の存在を知ったという。
- サインは幸田薫時代のものと、紅理子（クリス）時代のものがあるが、紅理子時代のサインはラジオで共演したザ・ハンダースの鈴木寿永吉（旧芸名 鈴木末吉）が考えたもの。
- サードシングルとなった「あなた信じて」は、元々八代亜紀のシングル候補曲として作られた曲。「雨の慕情」と シングル候補として競り合ったが八代亜紀の曲としてシングル化されることはなく、幸田が歌うことになったというエピソードが存在する。
- 現在は亀戸で夫とスナック「pupu'sほまれ屋」を経営、ママとして月一でライブや寄席などの活動を行う。
- 2013年からは、さいたまんぞう、水内トオルが配信するUstream「まんCHANねる」にゲストや電話ゲストとして数回出演（配信後はYouTubeで視聴可能）。番組内では当時未発表曲だった「はぐれ鳥」を紹介したり、さいたまんぞうとのデュエットによる「Romantique Waikiki ~ハワイの恋の詩」という曲も27年ぶりの新曲として制作された。

## ディスコグラフィー
幸田薫
- 愛のゆくえ/なにもかも（1979年10月25日発売）（テイチクレコード）

（西部警察 PART-I 第1話 - 第56話 挿入歌）
- 思い出はたそがれ色/迷い蛍（1980年10月25日発売）（テイチクレコード）

（西部警察 PART-I 第57話 - 第110話 挿入歌）
- あなた信じて/女なみだ唄（1982年発売）（テイチクレコード）
- 愛してあなた/淋しい夜明け（1983年発売）（テイチクレコード）

紅理子（クリス）
- TOKYO千夜一夜/駅ホテル（1989年5月21日発売）（NECアベニュー）
- 駅ホテル/TOKYO千夜一夜（1989年12月21日発売）（NECアベニュー）
- はぐれ鳥　〜振り子の様な女でも （紅理子シングル第3弾として発表される予定だった曲だが、発表前に作詞作曲を担当した伊藤寿芳が亡くなったため未発表曲となった1曲）
- Romantique Waikiki ~ハワイの恋の詩（2016年10月27日）（Amazon、DiscUnion） さいたまんぞうとのデュエット曲

「愛のゆくえ」「想い出はたそがれ色」 収録アルバム
- 西部警察 サウンド・トラック PART II（1980年6月25日発売）
- 西部警察 サウンド・トラック 総集編（1980年12月20日発売）
- 西部警察 誕生30周年 サウンド・トラック・アルバム大全集（2009年10月21日発売）
- ありがとう！石原軍団 （2020年12月28日発売）

## 出演

### テレビ
- 明るい仲間（NHK教育テレビ）
- ケーキ屋ケンちゃん（TBSテレビ、1972年）
- 旅への誘い（TBSテレビ）
- 西部警察 (テレビ朝日、1979年）

薫（かおる）役で出演（クレジット無し）ギターを弾きながら前半は「愛のゆくえ」、後半は「想い出はたそがれ色」を歌う歌手として出演
- 8時だョ!全員集合 （TBSテレビ）「想い出はたそがれ色」（1981年2月7日）
- 勝ち抜きドンドン歌合戦（日本テレビ）- レギュラーアシスタント[2]
- ザ・ハングマン    (朝日放送、1981年7月31日放送 第37話「悪のカゲに浮気妻あり」) 「西部警察」出演時に歌っていた「愛のゆくえ」を歌うクラブの歌手役として出演
- オジャマンないと! （名古屋テレビ）
- スーパーワイド（TBSテレビ）
- 独占!女の60分（テレビ朝日）

### ラジオ
- ハリキリサタデー（TBSラジオ）
- 真夜中ギンギラ大放送 おぼん・こぼんの3時間溺れっぱなし（ラジオ関西）

### Ustream・YouTubeライブ
- まんCHANねる さいたまんぞう、水内トオル

ゲストまたは 電話ゲストで出演 （2013年〜Ustream・YouTubeライブ）
（配信後は YouTubeで 視聴可能）
出演回リスト
第15回（2013年2月7日）第16回（2013年2月22日）
第17回（2013年3月8日） 第41回（2014年2月20日）
第42回（2014年3月6日） 第49回（2014年6月19日）
第60回（2014年12月13日）第67回（2015年4月16日）
第69回（2015年5月2日）第73回（2015年7月3日）
第83回（2015年12月3日）回数不明（2020年12月26日）

### FRESH LIVE
- メグミン！歌のホットスタジオ　原めぐみ （2017年11月15日）

ゲスト出演　トーク「愛のゆくえ」、「はぐれ鳥」を歌唱